# Monasterio de Santa María de Armenteira
El monasterio de Armenteira (en latín: Armentariae) es una antigua abadía cistercienne de la provincia pontevedresa en Galicia en España. Está ubicado en la parroquia civil de Santa María de Armentera, en el municipio de Meis al noroeste pontevedrés a medio camino de Cambados.

## Historia

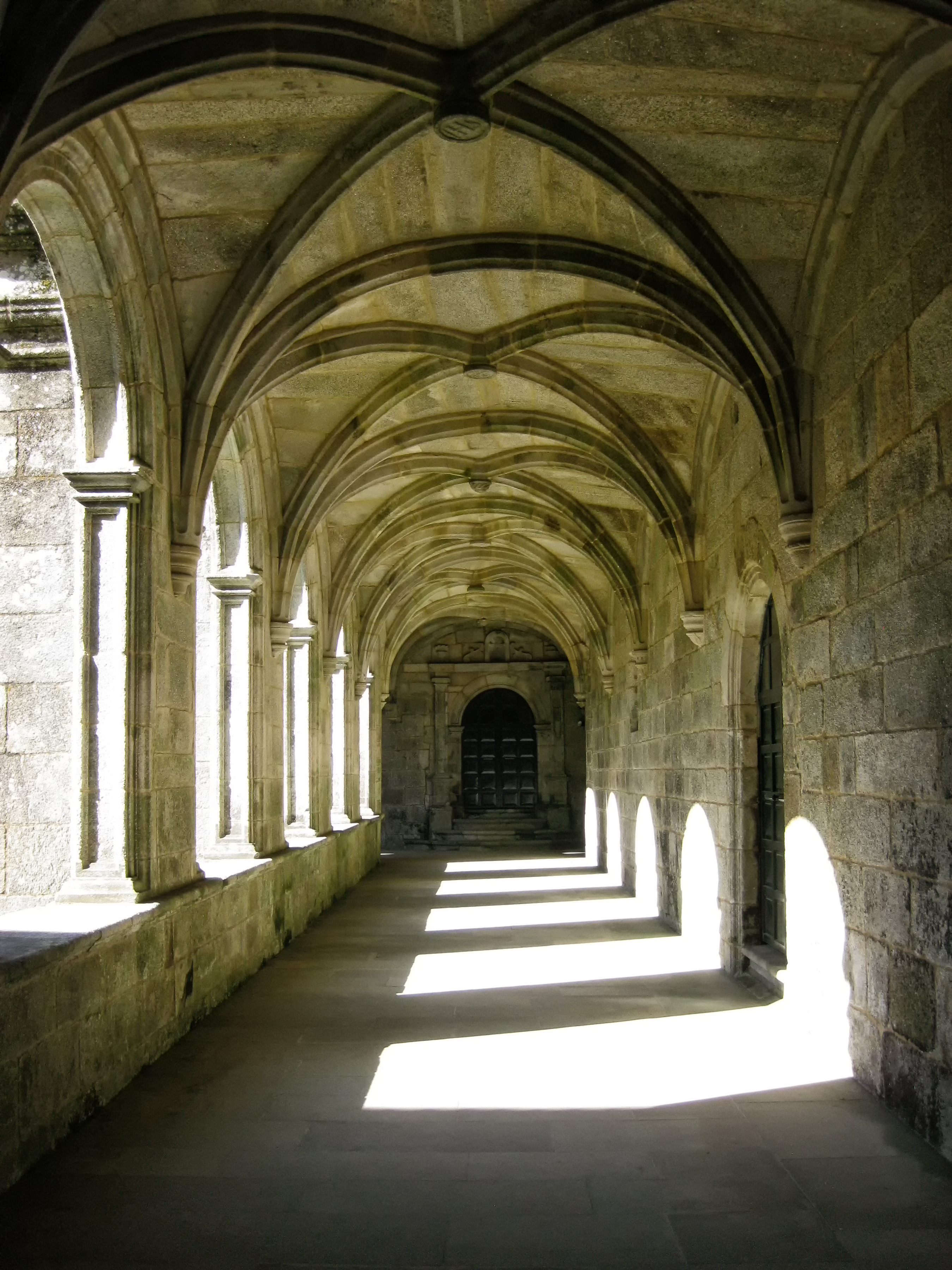
Claustro

El monasterio cisterciense fue fundado en 1149 por el noble Ero de Armenteira que tomó el orden cisterciense en 1162. Pertenecía a la afiliación de la abadía primigenia de Claraval. El monasterio recibió donativos de los reyes  Alfonso VI y Fernando II. En 1515 o 1523, el monasterio se asoció a la congregación cisterciense castellana. La desamortización del gobierno de Mendizábal supuso el final del monasterio en 1837, que resultó exclaustrado. En 1963, se formó una sociedad de amigos del monasterio. En 1989, una comunidad de religiosas trapenses de Alloz, en Navarra, se instaló en el monasterio; elaboran productos cosméticos. Actualmente el monasterio acoge una hospedería.

## Arquitectura
El exterior de la iglesia, que fue influido por el estilo románico local, se inició hacia 1167 y concluyó en 1225. Es similar al del monasterio de Meira (rosetón y portal abovedado con seis arquivoltas en la fachada oeste). 
Su estilo arquitectónico responde a los preceptos del Plan Bernardin basado en la austeridad formal y el rigor funcional. La nave principal tiene forma de cruz latina. Tiene tres naves, cada una con cuatro arcadas; el corredor central presenta una bóveda de cañón puntiaguda, mientras que los pasillos laterales están cerrados por bóvedas de crucería. El transepto, que no supera la anchura de la nave, es adyacente al este a una capilla lateral semicircular. 
El crucero está rematado por una torre baja con un tejado piramidal y una cúpula. El claustro construido en dos etapas durante los siglos XVI-XVII está ubicado al sur (derecha) de la iglesia. La iglesia posee una torre al oeste que data de 1778.